# スバル・エルテン
スバル・エルテン（SUBARU ELTEN）は、富士重工業によって1997年に発表されたコンセプトハイブリッド四輪駆動ハッチバック車である。外観はスバル・360をモチーフにしている。車名の「エルテン」は、「エレクトリック（電気）」とスバル・360の愛称である「てんとう虫」からの造語である。
本項では1995年のコンセプトカー・エルキャパと、1999年のコンセプトカー・エルテンカスタムについても解説する。
エルテンは1997年の東京モーターショーに出展された。運転席側は1ドア、助手席側は2ドアの合計3つのドアを持つ。パワートレインはプロペラシャフトの途中に電動機を1基配置した1モーターハイブリッド方式、内燃機関は横置きフロントエンジン四輪駆動レイアウト、変速機はCVT（ECVT）が組み合わされている。モーターの最高出力は41 PSで、制動時にはエネルギー回生を担う。エンジンは直列4気筒SOHC排気量658 ccのガソリンエンジン（最高出力46 PS、最大馬力5.8 kgf·m）を搭載し、変速機はCVT（ECVT）を使用した。マンガンリチウム電池とコンデンサバッテリを搭載し、駐車中には天井の太陽光パネルからコンデンサバッテリに充電を行う。

## エルキャパ（1995年）
ELCAPA（エルキャパ）は1995年の東京モーターショーに出展されたプラグインハイブリッドコンセプトカーである。エルテンと同様にプロペラシャフトの途中に電動機（最高出力19 kW）を1基配置した1モーターハイブリッド方式の横置きフロントエンジン四輪駆動レイアウト（ビスカス式フルタイム四輪駆動）とECVTを使用した。エルキャパは密閉型鉛蓄電池（96 V、容量60 Ah）とコンデンサバッテリ（容量302 kWs）を搭載し、100 V外部電源からの充電が可能であった。エンジンは直列4気筒SOHC排気量800 cc（最大出力64 PS）。
エルキャパのデザインは1998年に発売されたスバル・プレオの原型となった。

## エルテンカスタム（1999年）
1999年の東京モーターショーにはELTEN CUSTOM（エルテンカスタム）が出展された。ボディは軽自動車プレオを基にしている。1モーター構成のエルテンと異なり、エルテンカスタムのSHPS（スバル・ハイブリッド・パワーシステム）は駆動用と充電用の2つのモーターを使用し、シリーズハイブリッドモードとパラレルハイブリッドアシストモードの両方で駆動する。電池にはニッケル水素電池が使用された。10・15モード燃費は33.0 km/Lであった。